# 2004-es labdarúgó-Európa-bajnokság (selejtező – 9. csoport)
A 2004-es labdarúgó-Európa-bajnokság selejtezőjének 9. csoportjának mérkőzéseit tartalmazó lapja. A csoportban Olaszország, Szerbia és Montenegró, Finnország, Wales és Azerbajdzsán szerepelt. A csapatok körmérkőzéses, oda-visszavágós rendszerben játszottak egymással.
Bulgária kijutott a Európa-bajnokságra. Wales  pótselejtezőt játszott, amelyet elvesztett és kiesett.

## Tabella
| Hely. | Csapat                | M | Gy | D | V | G+ | G– | Gk  | P  | Továbbjutás                           |     | Olaszország | Wales | Szerbia és Montenegró | Finnország | Azerbajdzsán |
| ----- | --------------------- | - | -- | - | - | -- | -- | --- | -- | ------------------------------------- | --- | ----------- | ----- | --------------------- | ---------- | ------------ |
| 1.    | Olaszország           | 8 | 5  | 2 | 1 | 17 | 4  | +13 | 17 | Kijutott a 2004-es Európa-bajnokságra |     | —           | 4–0   | 1–1                   | 2–0        | 4–0          |
| 2.    | Wales                 | 8 | 4  | 1 | 3 | 13 | 10 | +3  | 13 | Pótselejtezőbe került                 |     | 2–1         | —     | 2–3                   | 1–1        | 4–0          |
| 3.    | Szerbia és Montenegró | 8 | 3  | 3 | 2 | 11 | 11 | 0   | 12 |                                       |     | 1–1         | 1–0   | —                     | 2–0        | 2–2          |
| 4.    | Finnország            | 8 | 3  | 1 | 4 | 9  | 10 | −1  | 10 |                                       | 0–2 | 0–2         | 3–0   | —                     | 3–0        |              |
| 5.    | Azerbajdzsán          | 8 | 1  | 1 | 6 | 5  | 20 | −15 | 4  |                                       | 0–2 | 0–2         | 2–1   | 1–2                   | —          |              |

1. ↑  Az ország neve 2003. február 4-én Jugoszláviáról Szerbia-Montenegróra változott.

## Mérkőzések
| 2002. szeptember 7. |

| Finnország | 0–2               | Wales                  |
| ---------- | ----------------- | ---------------------- |
|            | (0–1) Jegyzőkönyv | Hartson 30' Davies 72' |

| Helsinki Olympic Stadium, Helsinki Nézőszám: 35 833 Játékvezető: Konrad Plautz (osztrák) |

| 2002. szeptember 7. |

| Azerbajdzsán | 0–2               | Olaszország                       |
| ------------ | ----------------- | --------------------------------- |
|              | (0–1) Jegyzőkönyv | Ahmadov 33' (öngól) Del Piero 65' |

| Tofik Bahramov Stadion, Baku Nézőszám: 40 000 Játékvezető: Kyros Vassaras (görög) |

| 2002. október 12. |

| Finnország                               | 3–0               | Azerbajdzsán |
| ---------------------------------------- | ----------------- | ------------ |
| Agaev 14' (öngól) Tihinen 60' Hyypiä 72' | (1–0) Jegyzőkönyv |              |

| Helsinki Olympic Stadium, Helsinki Nézőszám: 11 853 Játékvezető: Alain Hamer (luxemburgi) |

| 2002. október 12. |

| Olaszország   | 1–1               | Jugoszlávia   |
| ------------- | ----------------- | ------------- |
| Del Piero 38' | (1–1) Jegyzőkönyv | Mijatović 27' |

| Stadio San Paolo, Nápoly Nézőszám: 55 000 Játékvezető: Manuel Enrique Mejuto González (spanyol) |

| 2002. október 16. |

| Jugoszlávia                            | 2–0               | Finnország |
| -------------------------------------- | ----------------- | ---------- |
| Kovačević 55' Mijatović 84' (11-esből) | (0–0) Jegyzőkönyv |            |

| Stadion Crvena Zvezda, Belgrád Nézőszám: 35 000 Játékvezető: Dick van Egmond (holland) |

| 2002. október 16. |

| Wales                  | 2–1               | Olaszország   |
| ---------------------- | ----------------- | ------------- |
| Davies 11' Bellamy 70' | (1–1) Jegyzőkönyv | Del Piero 31' |

| Millennium Stadium, Cardiff Nézőszám: 70 000 Játékvezető: Gilles Veissiere (francia) |

| 2002. november 20. |

| Azerbajdzsán | 0–2               | Wales                 |
| ------------ | ----------------- | --------------------- |
|              | (0–1) Jegyzőkönyv | Speed 10' Hartson 68' |

| Tofik Bahramov Stadion, Baku Nézőszám: 12 000 Játékvezető: Luc Huyghe (belga) |

| 2003. február 12. |

| Szerbia és Montenegró                | 2–2               | Azerbajdzsán     |
| ------------------------------------ | ----------------- | ---------------- |
| Mijatović 33' (11-esből) Lazetić 52' | (1–0) Jegyzőkönyv | Gurbanov 58' 77' |

| Podgorica City Stadium, Podgorica Nézőszám: 8000 Játékvezető: Jacek Granat (lengyel) |

| 2003. március 29. |

| Wales                                     | 4–0               | Azerbajdzsán |
| ----------------------------------------- | ----------------- | ------------ |
| Davies 1' Speed 40' Hartson 43' Giggs 52' | (3–0) Jegyzőkönyv |              |

| Millennium Stadium, Cardiff Nézőszám: 73 500 Játékvezető: Philippe Leuba (svájci) |

| 2003. március 29. |

| Olaszország  | 2–0               | Finnország |
| ------------ | ----------------- | ---------- |
| Vieri 6' 23' | (2–0) Jegyzőkönyv |            |

| Stadio Renzo Barbera, Palermo Nézőszám: 34 074 Játékvezető: Valentin Ivanov (orosz) |

| 2003. június 7. |

| Finnország                         | 3–0               | Szerbia és Montenegró |
| ---------------------------------- | ----------------- | --------------------- |
| Hyypiä 19' Kolkka 45' Forssell 56' | (2–0) Jegyzőkönyv |                       |

| Helsinki Olympic Stadium, Helsinki Nézőszám: 17 343 Játékvezető: Claude Colombo (francia) |

| 2003. június 11. |

| Azerbajdzsán                            | 2–1               | Szerbia és Montenegró |
| --------------------------------------- | ----------------- | --------------------- |
| Gurbanov 88' (11-esből) Ismayilov 90+1' | (0–1) Jegyzőkönyv | Bošković 27'          |

| Shafa Stadium, Baku Nézőszám: 3500 Játékvezető: Knud Erik Fisker (dán) |

| 2003. június 11. |

| Finnország | 0–2               | Olaszország             |
| ---------- | ----------------- | ----------------------- |
|            | (0–1) Jegyzőkönyv | Totti 31' Del Piero 73' |

| Helsinki Olympic Stadium, Helsinki Nézőszám: 36 850 Játékvezető: Zeljko Siric (horvát) |

| 2003. augusztus 20. |

| Szerbia és Montenegró | 1–0               | Wales |
| --------------------- | ----------------- | ----- |
| Mladenović 73'        | (0–0) Jegyzőkönyv |       |

| Stadion Crvena Zvezda, Belgrád Nézőszám: 22 000 Játékvezető: Anders Frisk (svéd) |

| 2003. szeptember 6. |

| Azerbajdzsán  | 1–2               | Finnország             |
| ------------- | ----------------- | ---------------------- |
| Ismayilov 88' | (0–0) Jegyzőkönyv | Tainio 52' Nurmela 74' |

| Shafa Stadium, Baku Nézőszám: 7500 Játékvezető: Vladimir Hrinák (szlovák) |

| 2003. szeptember 6. |

| Olaszország                                  | 4–0               | Wales |
| -------------------------------------------- | ----------------- | ----- |
| Inzaghi 59' 63' 70' Del Piero 76' (11-esből) | (0–0) Jegyzőkönyv |       |

| Giuseppe Meazza Stadion, Milánó Nézőszám: 80 000 Játékvezető: Markus Merk (német) |

| 2003. szeptember 10. |

| Wales     | 1–1               | Finnország   |
| --------- | ----------------- | ------------ |
| Davies 3' | (1–0) Jegyzőkönyv | Forssell 79' |

| Millennium Stadium, Cardiff Nézőszám: 73 411 Játékvezető: Arturo Duadén Ibánez (spanyol) |

| 2003. szeptember 10. |

| Szerbia és Montenegró | 1–1               | Olaszország |
| --------------------- | ----------------- | ----------- |
| Ilić 82'              | (0–1) Jegyzőkönyv | Inzaghi 22' |

| Stadion Crvena Zvezda, Belgrád Nézőszám: 30 000 Játékvezető: Alain Hamer (luxemburgi) |

| 2003. október 11. |

| Olaszország                           | 4–0               | Azerbajdzsán |
| ------------------------------------- | ----------------- | ------------ |
| Vieri 16' Inzaghi 24' 87' Di Vaio 64' | (2–0) Jegyzőkönyv |              |

| Stadio Oreste Granillo, Reggio Calabria Nézőszám: 27 000 Játékvezető: Stuart Dougal (skót) |

| 2003. október 11. |

| Wales                                 | 2–3               | Szerbia és Montenegró              |
| ------------------------------------- | ----------------- | ---------------------------------- |
| Hartson 26' (11-esből) Earnshaw 90+3' | (1–1) Jegyzőkönyv | Vukić 6' Milošević 82' Ljuboja 88' |

| Millennium Stadium, Cardiff Nézőszám: 72 514 Játékvezető: Fritz Stuchlik (osztrák) |